# Thor Axelsson
Pour les articles homonymes, voir Axelsson.
Thor Axelsson (né le 3 juillet 1921) est un kayakiste finlandais. Il participe aux Jeux olympiques d'été de 1948 en concourant dans les épreuves du 1000 mètres kayak biplace et du 10 000 mètres kayak biplace avec son coéquipier Nils Björklöf. Il remporte la médaille de bronze pour ces deux épreuves. Lors des Championnats du monde de 1948, il remporte la médaille d'or en K-2 500m.

## Palmarès

### Jeux olympiques
- Jeux olympiques de 1948 à Londres,  Royaume-Uni
  -  Médaille de bronze (1000m kayak biplace).
- Jeux olympiques de 1948 à Londres,  Royaume-Uni
  -  Médaille de bronze (10 000m kayak biplace).

### Championnats du monde
- 1948  Médaille d'or (K-2 500m)